# Amomyrtella guilii
Amomyrtella guilii är en myrtenväxtart som först beskrevs av Carlos Luis Spegazzini, och fick sitt nu gällande namn av Eberhard Max Leopold Kausel. Amomyrtella guilii ingår i släktet Amomyrtella och familjen myrtenväxter. Inga underarter finns listade i Catalogue of Life.